# 3698 Manning
3698 Manning је астероид главног астероидног појаса са средњом удаљеношћу од Сунца која износи 2,245 астрономских јединица (АЈ).
Апсолутна магнитуда астероида је 13,4.